# Чорний чай

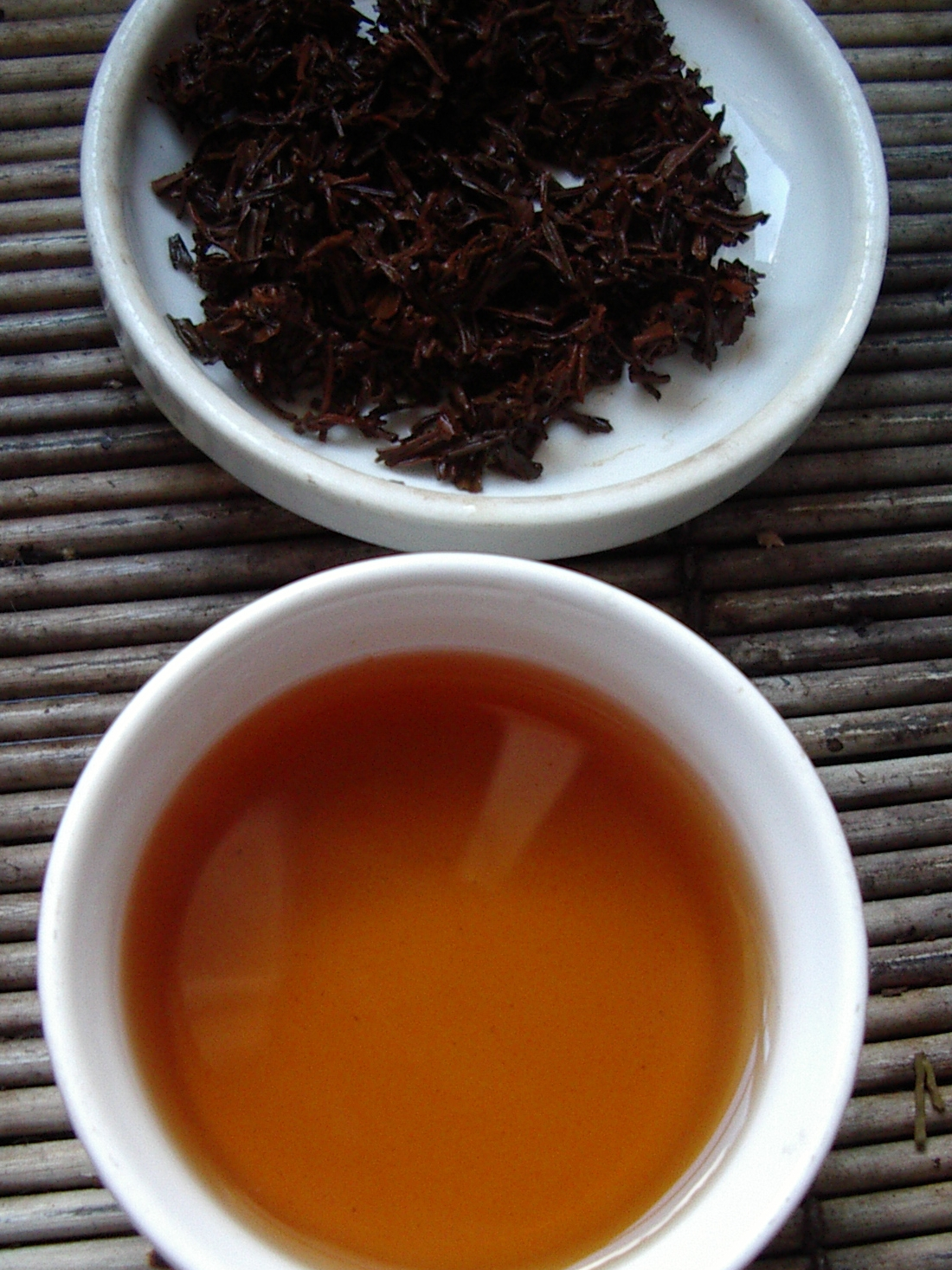
Китайський чорний чай кімун

Чорний чай — вид чаю, який отримують шляхом повного або майже повного окиснення листа чайного куща. Китайські чорні чаї в Китаї називають червоними або багряними.

## Різновиди
Найвідомішими типами чорного чаю є: дарджилінг, асам, нілґірі (Індія), цейлонський (Шрі-Ланка), кімун, юньнань, лапсанг сушонг (Китай).

## Виробництво та технології
Традиційно процес окиснення чайного листа при виробництві чорного чаю триває 2-4 тижні. Окиснення та скручування проходять у приміщеннях, захищених від сонця та зі штучно зволоженим повітрям. Листя для чорного чаю скручують, як правило, у палички (листовий чай) або подрібнюють (різаний чай).
Чорні чаї високих ґатунків з Непалу та деяких індійських провінцій — Дарджилінгу, Сіккіму — хоча і називаються в Європі чорними, насправді мають у складі як чорне, так і зелене листя (англ. Orthodox tea).

## Різновиди чорного чаю
- Тіпсовий — чайний лист збирається разом із чайними бруньками — тіпсами, або готовий чай змішується з тіпсами або з чаєм, що має високий їх вміст. Тіпси можуть додаватися до листового, різаного чаю, іноді — до чайних висівок, крихти та пилу для подальшого виробництва пакетованого чаю високої якості.
- Байховий, або листовий — чай, зроблений з неподрібненого, цілого листа.
- Різаний або ламаний — чай, зроблений з ламаного, або навмисно порізаного листа. Такий чай є більш екстрактивним, тобто швидше заварюється і дає міцніший настій.
- Гранульований — чай, листя якого, після окиснення, механічно ріжуть і скручують спеціальними валиками.
- Пакетований — складається, в основному, з чайної крихти й пилу, запакованих в пакетики з фільтрувального паперу. Часто додатково ароматизується, як правило, штучними речовинами.
- Плитковий — виготовляється з чайної крихти й пилу шляхом пресування з попереднім обжарюванням і пропарюванням при температурі 95 — 100°C. Відрізняється високою екстрактивністю.
- Цегельний — виготовляється зі старого листя, підрізного матеріалу і навіть гілок шляхом пресування, облицьований порівняно високоякісним чайним матеріалом.
- Розчинний — є порошком дегідратованого завареного чаю. Його слабкий букет зазвичай компенсується штучною ароматизацією.

## Ароматизовані чаї та чайні суміші
- Ерл Грей — чай, ароматизований бергамотовою олією.

## Способи заварювання та споживання чорного чаю
Спосіб заварювання залежить від регіональних традицій, ґатунку та різновиду чорного чаю.

### Загальні рекомендації щодо заварювання чорного чаю
- Використовувати для заварювання нагрітий окропом керамічний посуд.
- Для заварювання брати джерельну або артезіанську воду, яка щойно закипіла.
- Не кип'ятити воду два або більше разів.
- Припиняти кипіння, коли вода тільки починає кипіти.
- Не заливати чай окропом — дати воді трохи охолонути (виняток — чаї з Грузії, Азербайджану та Туреччини краще заливати саме окропом, або навіть прокип'ятити).
- Не використовувати заварку, яка стоїть тривалий час — пів години та більше — це шкідливо для здоров'я. Найкращі властивості у чаю — перші 5-7 хвилин.

### Стандартизовані рекомендації щодо заварювання
Відповідно до міжнародного стандарту ISO 3103, що стандартизує заварювання чаю, є ось які рекомендації:
- Заварювати киплячою водою з розрахунку 2 г чаю на 100 мл окропу.
- Заварювати 6 хвилин.
- Додавати молоко у чай, коли він охолоне до 65-80 °C.

### Додавання до чаю інших продуктів
Залежно від національних та культурних вподобань, до чорного чаю додають: цукор, мед, лимон, молоко, вершки, імбир, гібіскус, або комбінацію кількох з цих продуктів. В Україні найпопулярнішим є чорний чай з цукром або медом та лимоном.

### Інші напої з використанням чорного чаю
- Чифір. Якщо велику кількість чаю певний час проварити з малою кількістю води, можна отримати дуже стимулюючий, але не дуже корисний напій. Був популярним у радянських ув'язнених та військових строкової служби.
- Грог — гарячий чорний чай з ромом або коньяком, іноді ще зі спеціями.
- Іноді чай додають у глінтвейн.

## Ринок виробництва та споживання

### Географія
Основні світові виробники чорного чаю — Шрі-Ланка, Кенія, Індія. Також виробляється в Китаї, Таїланді, країнах Індокитаю, Африці, Південній Америці, Туреччині, Непалі, на Кавказі.
Основні споживачі чорного чаю — Європа, США, Японія, Росія. У Індії та Шрі-Ланці, одних з найбільших виробників, споживання чорного чаю є незначним.

### Найбільші компанії-виробники
Компанії, їх торгові марки та доля світового ринку виробництва чорного чаю:
- Unilever — Lipton, PG Tips (17.6%)
- Associated British Foods — Twinings (4.4%)
- Tata Tea — Tetley (4.0%)